# Eubacterium limosum
Eubacterium limosum è una specie di batterio appartenente alla famiglia delle Eubacteriaceae.